# Chaetoderma scheltemae
Chaetoderma scheltemae is een schildvoetigensoort uit de familie van de Chaetodermatidae. De wetenschappelijke naam van de soort is voor het eerst geldig gepubliceerd in 1984 door Dimitri Lumbergovitsch Ivanov.